# Garance Rigaud
Pour les articles homonymes, voir Rigaud.
Garance Rigaud, née le 12 novembre 1999 à Saint-Médard-en-Jalles, est une haltérophile française. Elle est licenciée depuis 2008 au VGA Saint-Maur

## Carrière
Ses deux parents, dont sa mère Dahbia Rigaud, ont pratiqué l'haltérophilie à haut niveau. En 2014, elle est neuvième aux Championnats d’Europe de la jeunesse à Ciechanow en Pologne.
En 2017, elle est cinquième aux championnats du monde junior puis l'année suivante, elle décroche une médaille d'or (à l’arraché ) et une médaille de bronze (à l'épaulé-jeté) lors des championnats du monde universitaire en septembre 2018. Elle se classe septième aux championnats du monde junior 2019.
En 2021, elle participe à ses premiers Championnats du monde d'haltérophilie à Tashkent avec une septième place en -55kg, alors licenciée à l'EA Saint Médard. Lors des championnats d'Europe 2022 et 2023, elle échoue au pied du podium avec une quatrième place.
Lors  des Championnats du monde d'haltérophilie 2024, elle se classe quatrième chez les 55 kg, en établissant notamment trois records de France. En avril 2025, elle remporte le titre aux Championnats d'Europe.

## Palmarès

### Championnats du monde
- 4e en -55 kg en 2024 à Manama

### Championnats d'Europe
- 1re en -55 kg en 2025 à Chisinau, Moldavie